# Ортогеосинкліналь
Ортогеосинкліналь (рос. ортогеосинклиналь, англ. orthogeosyncline, нім. Orthogeosynklinale f) – поздовжньо витягнуті вузькі близькоконтинентальні або міжконтинентальні материнські геосинкліналі складчастих гірських споруд з чітко вираженим початковим магматизмом. Термін запропонований Штілле (Stille, 1940). Пізніше в залежності від прояву або відсутності в них активного вулканізму Штілле поділив О. на евгеосинкліналі н міогеосинкліналі. За Кею (1955), О. являють собою довгі і вузькі прогини, що утворюють смуги, що розділяють кратон. В межах О. в процесі їх розвитку та послідовного зменшення рухливості формуються, згідно Кею, ін. типи геосінкліналей (див. Епіевгеосинкліналі, Тафрогеосинкліналі, Параліагеосінкліналі). Син .: ортогеосінкліналь лінійного типу (Леонов, 1964).
Ортогеосинкліналь - великий, лінійно витягнутий міжконтинентальний рухливий пояс, де геосинклінальні умови геологічного розвитку виражені найповніше і найхарактерніше. В результаті складчастості і підняття земної кори О. перетворюється в складчасту гірську споруду. О. складається з поздовжніх (евгеосинклінальних з інтенсивним початковим магматизмом і міогеосинклінальних зі слабким проявом магматизму) зон.